# Canal de la Ciudad
Canal de la Ciudad (anteriormente Ciudad Abierta) é um canal de de televisão a cabo público argentino que transmite para a Cidade Autônoma de Buenos Aires. É financiado pelo governo da cidade por meio da Secretaria de Mídia. Sua programação é focada em conteúdos culturais ou relacionados ao cotidiano de Buenos Aires e atualmente é dirigido por Eduardo Cura.

## História
O canal foi lançado em 25 de julho de 2003 com o nome Ciudad Abierta. Em 2005, o canal lançou novas produções que surgiram após a auditoria realizada em 2004 por especialistas. No final de 2006, Ciudad Abierta aumentou seu orçamento e infraestrutura e reorientou sua programação, centrada em ícones da cultura portenha. No final de 2007, os trabalhadores do canal entraram em greve porque o então candidato a Prefeito de Buenos Aires, Mauricio Macri, havia anunciado durante sua campanha que fecharia o canal, alegando razões orçamentárias. Embora suas declarações tenham despertado o repúdio da Associação Argentina de Atores, Macri manteve isso em repetidas ocasiões durante sua campanha. No início de sua gestão, Macri (então prefeito) anunciou que a canal não seria fechado.
Em 2013 o canal é renomeado para Canal de la Ciudad, com a substituição do seu pacote gráfico.
Em 2016, transmitiu o Euro 2016 em Buenos Aires.
Em 5 de outubro de 2018, ingressou oficialmente na DirecTV no canal 239. Em 14 de setembro de 2020, foi transferido para o canal 127.

## Logotipos

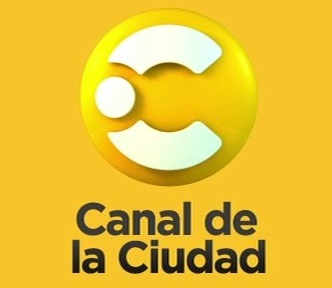
2016-2018
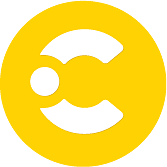
Desde 2019